# Mzurki
Mzurki – wieś w Polsce położona w województwie łódzkim, w powiecie piotrkowskim, w gminie Wola Krzysztoporska. W latach 1973–74 w gminie Grabica, w latach 1975–77 w gminie Piotrków Trybunalski.
W XVIII w. wieś stanowiła własność komornika Bierskiego. 
W latach 1953–1954 miejscowość była siedzibą gminy Mzurki. W latach 1975–1998 miejscowość administracyjnie należała do województwa piotrkowskiego.

## Zabytki
Według rejestru zabytków Narodowego Instytutu Dziedzictwa na listę zabytków wpisane są obiekty:
- zespół dworski, 1830:
  - dwór, drewniany, nr rej.: 468-IX-52 z 2.12.1948
  - park, nr rej.: 218/P-IX-28 z 27.11.1948